# 平石七太夫 (1825年生)
平石 七太夫（ひらいし しちだゆう、1825年（文政8年） - 1878年（明治11年）2月17日）は、筑前国出身（現福岡県朝倉市か）の幕末の大相撲力士。最高位は関脇。年寄5代井筒、8代音羽山。

## 人物
大坂相撲の湊に入門し古処ヶ嶽を名乗るといわれるも番付未確認。江戸の雷部屋で虎ヶ嶽で1854年二段目が初見。投石、書釋迦山から出釋迦山と改名し1862年11月入幕。讃岐国丸亀藩の抱えで、丸亀の四国八十八箇所第73番札所の出釈迦寺に因んだと考えられる。合掌仕切りで人気を博し、「お釈迦によう似た出釈迦山」とも謳われた。勝越しを続け、1866年11月小結、平石に改名し1868年関脇となるも2場所全休し1868年11月限り引退。1869年頃井筒を襲名、その後雷（十万ノ海）が死去、音羽山（簗瀬嶽）が廃業し雷一門のまとめ役として音羽山を襲名したと思われる。弟子には幕内投石、十両出釈迦山らがいた。巡業番付、文献には一度も現れないままで1878年2月死去。

## 主な成績（江戸）
- 番付在位場所数：24場所
- 幕内在位：13場所
- 幕内成績：55勝16敗44休11分2預

### 場所別成績
| 1854年 | x                       | 西幕下49枚目 –          |
| 1855年 | 西幕下40枚目 – 興行中止 | x                       |
| 1856年 | 西幕下41枚目 –          | 西幕下23枚目 –          |
| 1857年 | 番付非掲載 不出場       | 番付非掲載 不出場       |
| 1858年 | 番付非掲載 不出場       | 西幕下13枚目 –          |
| 1859年 | 西幕下12枚目 –          | 西幕下10枚目 5–3 1預    |
| 1860年 | 西幕下7枚目 0–0         | 番付非掲載 不出場       |
| 1861年 | 西幕下4枚目 4–1 1分1預  | 西幕下筆頭 2–2          |
| 1862年 | 西幕下筆頭 6–0 1分      | 西前頭5枚目 5–2–2 1分   |
| 1863年 | 西前頭4枚目 5–0–3 2分   | 西前頭2枚目 7–1 1分     |
| 1864年 | 西前頭2枚目 6–1–2 1分   | 西前頭筆頭 5–1–3 1分    |
| 1865年 | 西前頭筆頭 6–2–1 1預    | 西前頭筆頭 6–0–1 1分1預 |
| 1866年 | 西前頭筆頭 4–3–3        | 東小結 4–4–1 1分        |
| 1867年 | 東小結 2–0–7 1分        | 東小結 5–2–1 2分        |
| 1868年 （明治元年） | 東関脇 0–0–10           | 東関脇 引退 0–0–10      |
| 各欄の数字は、「勝ち-負け-休場」を示す。 優勝 引退 休場 十両 幕下 三賞：敢=敢闘賞、殊=殊勲賞、技=技能賞 その他：★=金星 番付階級：幕内 - 十両 - 幕下 - 三段目 - 序二段 - 序ノ口 幕内序列：横綱 - 大関 - 関脇 - 小結 - 前頭（「#数字」は各位内の序列） |                         |                         |

- 当時は十両の地位が存在せず、幕内のすぐ下が幕下であった。番付表の上から二段目であるため、現代ではこの当時の幕下は、十両創設後現代までの十両・幕下と区別して二段目とも呼ぶ。
- 二段目11枚目以下の地位は小島貞二コレクションの番付実物画像による。またこの地位に関しては、当時の星取・勝敗数等に関する記録が相撲レファレンス等のデータベースに登録されておらず、現存しない場所がある可能性もあるため、勝敗数等は上表からは省略。

## 改名歴
- 虎ヶ嶽 長五郎（上の名前の番付面の表記は「とらたけ」「虎ヶたけ」） - 1854年11月場所 - 1856年1月場所
- 投石 辰平 - 1856年11月場所
- 書釋迦山 峯吉 - 1858年11月場所 - 1859年11月場所
- 出釋迦山 峰吉（二段目在位時の下の名前の番付面の表記は「峯吉」） - 1860年2月場所 - 1866年11月場所
- 平石 七太夫 - 1867年4月場所 - 1868年11月場所